# Aktinidia chińska

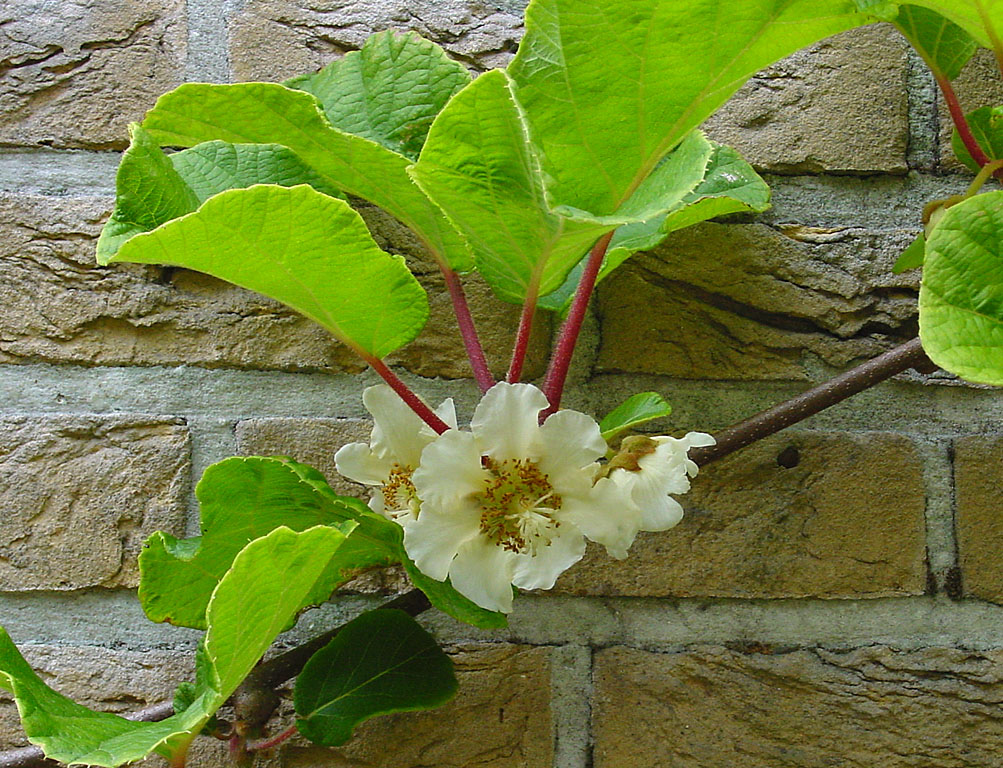
Kwitnący pęd

Aktinidia chińska (Actinidia chinensis Planch.) – gatunek pnącza z rodziny aktinidiowatych (Actinidiaceae). Popularnie zwana „kiwi”(od podobieństwa włosków na owocach do piórek ptaka nielota zwanego również kiwi), albo „agrest chiński”. Pochodzi z Chin. Jest uprawiana w wielu krajach świata. Największe plantacje zaś znajdują się na Nowej Zelandii. W Polsce uprawiana rzadko, ponieważ jest rośliną pochodzącą z klimatu podzwrotnikowego i nie znosi silniejszych przymrozków.

## Morfologia
PokrójPotężne drzewiaste pnącza osiągają do 25 metrów, jednak na plantacjach prowadzone są do 8 metrów. Są rudo owłosione.
LiścieDość duże, szerokojajowate lub okrągłe, o piłkowanych brzegach. Są krótko owłosione rudymi włoskami, miękkie.
KwiatyRoślina dwupienna. Owoce wiążą się wyłącznie na egzemplarzach żeńskich, dojrzewają jesienią. Egzemplarze męskie wytwarzają bowiem kwiaty niepłodne, mające za zadanie jedynie dostarczyć pyłku koniecznego do zapylenia i zapłodnienia kwiatów żeńskich. Kwiaty są 6-krotne, mają 1 słupek i liczne pręciki, kwiaty żeńskie są kremowe, pachnące, osadzone po kilka w kątach liści, mają około 3–4 cm długości. Natomiast męskie są drobniejsze kremowobiałe, na krótkich szypułkach.
OwoceDość duża (o ciężarze do 100 g), wydłużona, walcowata jagoda. Jest aromatyczna, zapachem przypomina melon i agrest, jajowata, o brązowej lub brązowozielonkawej skórce pokrytej kutnerem. Miąższ owocu jest zielonkawy, soczysty i słodkokwaśny. Wewnątrz jagody jest mnóstwo drobnych, czarnych miękkich nasionek ułożonych na kształt wieńca otaczającego białe jądro.

## Zastosowanie

### Roślina lecznicza
Owoce są jadalne i chętnie spożywane. Zawierają dużo witaminy C, do 100 mg%, oraz inne: B1, B2, prowitaminę A, kwasy organiczne, cukry, sole mineralne. Witamina C zawarta w owocach kiwi ulega jedynie minimalnemu rozkładowi podczas przerabiania ich na przetwory. Spożywanie świeżych, surowych owoców zaleca się w leczeniu szkorbutu, paradontozy, tzw. osłabienia wiosennego oraz grypy i przeziębienia. 

### Roślina przemysłowa
Owoce kiwi zawierają aktynidainę, będącą enzymem z klasy proteaz, stosowaną w przemyśle spożywczym do koagulacji mleka i zmiękczania mięsa. Ponadto, dzięki jej obecności, zarówno owoce, jak i sok z nich uzyskiwany mają właściwości antybakteryjne.
Właściwości koagulacyjne aktynidainy sprawiają, że owoców kiwi nie należy używać do sporządzania koktajli mlecznych.

### Roślina ozdobna
Jest sadzona w parkach i przydomowych ogródkach.

## Zmienność
Istnieje jedna odmiana botaniczna Actinidia chinensis Planch. var. chinensis oraz wiele odmian uprawnych (kultywarów) wyhodowanych przez ogrodników. W Nowej Zelandii wyhodowany został nowy kultywar o owocach o żółtym miąższu i mniej owłosionej skórce. Owoce są mniej cierpkie niż zielone kiwi. Ich sprzedaż rośnie.